# Hypocala deflorata

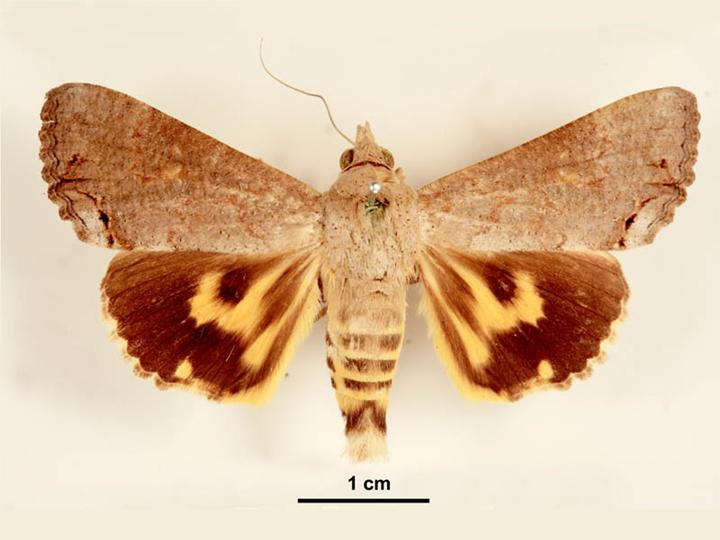
Hypocala deflorata

Hypocala deflorata es una especie de polilla de la familia Erebidae. Su población se extiende por India, Sri Lanka a África, Australia y varias islas del Pacífico. Existen registros de esta especie en China, Borneo, Queensland, Vanuatu, Nueva Caledonia, Rotuma, Fiyi, Samoa, Hawái, Isla Norfolk y Nueva Zelanda.

## Descripción
Las larvas maduras miden aproximadamente 45 mm. Tiene una forma verde y una negra, así como una forma intermedia con cabeza principalmente negra y con moteado negro en la parte dorsal.
La pupa mide aproximadamente 22 mm de longitud y es de color marrón oscuro. La pupación se lleva a cabo en una celda en el suelo o debajo de basura en la superficie. La celda se sostiene con fibras de seda. El período de pupa dura de 13 a 17 días.
En su forma adulta, la cabeza, el tórax y las alas anteriores son color gris pálido violáceo. Las alas posteriores tienen grandes áreas color naranja. 

## Ecología
Las larvas se alimentan de Diospyros pallens, Diospyros villosa, Diospyros dichrophylla, Diospyros lycioides, Maba sandwicensis, así como las especies de Royena y zapota.

## Subespecies
- Hypocala deflorata deflorata
- Hypocala deflorata australiae (Queensland, Vanuatu, Nueva Caledonia, Rotuma, Fiyi, Samoa, Norfolk Isla, Nueva Zelanda)